# Viszlát Edda!
A Viszlát Edda! az Edda Művek negyedik albuma, egyben első koncertlemeze, az utolsó, amely a "bakancsos" Edda idején jelent meg. A felvételek 1983. december 17-én készültek a Miskolc Városi Sportcsarnokban.

## Áttekintés
Hosszas viták után 1983-ban feloszlott az Edda Művek klasszikus felállása. Ám Pataky Attila és a rajongók kérésére tartottak még egy utolsó, nagy búcsúkoncertet, 1983. december 17-én a Miskolc Városi Sportcsarnokban. A csarnok zsúfolásig megtelt vendégekkel. A koncertről készített felvétel ez a lemez. A koncertről egyébként videófelvétel is készült, amely Almási Tamás Eddáról szóló botrányfilmjének, az 1985-ös Kölyköd voltam...-nak a részét képezi. A film negatív színben tüntette fel Patakyt, mint akit csak a pénz érdekel az egész zenélésben, s emiatt a '85-ös újrakezdés nem volt zökkenőmentes.
Nem a teljes koncertfelvételt használták fel az albumhoz, hanem egy erősen megvágott változatot. Egy eddig még lemezre nem került dal, az "Adj menedéket" is szerepel közöttük. A felvételről utólag keverték le Kegye Jánost, aki szaxofonon játszott, de annyira rosszul (egy utóbb megcáfolt legenda alapján részegen lépett színpadra – valójában a gázsi elmaradása miatt "szabotálta" a felvételt), hogy fáradságos munkával el kellett távolítani a szereplésének nyomait.
Kevésbé közismert tény, hogy két nappal később tartottak Gyöngyösön egy „utolsó utáni” koncertet, amit szervezési hiba következtében kötöttek le a hivatalos búcsúkoncertet követő időpontra. Beszámolók szerint egy keserű hangulatú koncert volt, ráadásul hazafelé menet az együttes busza árokba borult.

## Számok listája
1. A keselyű
2. Álmodtam egy világot
3. Kínoz egy ének
4. A hűtlen
5. Adj menedéket
6. Ítélet
7. Álom
8. Az egek felé
9. Ahogy élsz
10. Minden sarkon álltam már
11. Kölyköd voltam

### A koncert
A Sportcsarnokban megtartott koncert jóval hosszabb volt a lemezre felkerült negyven percnél. Összesen harminc sláger szólt, olyan vendégelőadókkal, mint Frenreisz Károly vagy Török Ádám. Bár jelezte, hogy eljön, mégsem tudott ott lenni Földes László (Hobo). Az elhangzott számok:
1. Kék sugár
2. Óh, azok az éjszakák
3. Rockénekes
4. Nekünk miért jó
5. Nehéz dolog
6. Micsoda komédia (km. Róna György)
7. A keselyű
8. Álmodtam egy világot
9. Változás
10. Rossz állapot
11. A fémszívű
12. Engedjetek saját utamon
13. Jár a füstben a halál
14. Einz komma Einz (km. Kegye János)
15. A hűtlen
16. Elektromos szemek
17. Vörös tigris (km. Csapó György és Darázs István)
18. Kínoz egy ének
19. Érzés (km. Török Ádám)
20. Adj menedéket
21. A torony
22. Ítélet
23. Álom
24. Egek felé kiáltottam
25. Ahogy élsz
26. Minden sarkon álltam már
27. Elhagyom a várost
28. Hosszú az út (km. Frenreisz Károly és Papp Tamás)
29. A játék véget ér (felvételről + a négy tag élőben énekelte)
30. Kölyköd voltam
31. Elhagyom a várost (újra)

## Az együttes felállása
- Fortuna László – dob
- Pataky Attila – ének
- Slamovits István – szólógitár, ének
- Zselencz László – basszusgitár

Közreműködött:
- Gay Tamás – billentyűs hangszerek

Konferanszié:
- Danyi Attila

A koncerten játszottak, de a lemezen nem hallhatók:
- Csapó György (ex-Edda)- dob
- Darázs István (ex-Edda) – ének
- Róna György (ex-Edda) – basszusgitár
- Kegye János – szaxofon[1]
- Frenreisz Károly (Skorpió) – basszusgitár
- Papp Tamás (Skorpió) – dob
- Török Ádám (Mini) – fuvola

A bejátszott A játék véget ér stúdiófelvételben Barta Alfonz játszott billentyűs hangszeren.

## Külső hivatkozások
- A búcsúkoncert forgatókönyve